# Sly Cooper
Sly Cooper és una saga de videojocs desenvolupada i creada per Sucker Punch Productions a finals del 2002. La saga es coneix com a Sly Raccoon a Europa, però el nom del personatge no canvia. Aquesta té el nom del personatge principal dels tres videojocs de plataforma PlayStation 2.

## Història
Sly és un os rentador que és descendent d'una llarga línia de mestres del robatori. Quan Sly tenia vuit anys, el seu pare va ser assassinat per una despietada banda anomenada els "Cinc Malvats", que va robar el "Latronius Mapachibus" (Thievius Racoonus en anglès), un llibre dels lladres de la família Cooper, i que dins d'ell hi havia les tècniques i moviments de la família. Sly de jove va ser testimoni de tot l'esdeveniment. La policia va trobar en un amagatall (un armari) a un Sly devastat, i va ser enviat a un orfenat, on s'ha reunit amb Bentley, un geni tortuga, i Murray, còmicament un musculós hipopòtam amb confiança en si mateix. Bentley és el creador dels plans, Sly va ser el sigil·lós "agent de camp", i Murray va ser els músculs de l'equip i el conductor de fuites. Sly en la seva recerca per recuperar el llibre de la seva família constitueix la base per al primer joc.
Sly i els seus amics eren tots nascuts a París. El raonament darrere del molt notable accent americà del trio, en comparació amb la Inspectora Carmelita Fox amb accent italià, és que un o ambdós dels seus pares procedien d'Amèrica. Un exemple d'això és el pare de Sly que pel que sembla es va traslladar a París quan Sly tenia 7.
Sly és enemic del mussol Clockwerk, un misteriós mussol robòtic que va transformar tot el seu cos en màquina pura. Clockwerk caça a la família de Sly durant centenars d'anys. En les pàgines del Latronius Mapachibus, Sly nota que en cada imatge, hi ha un esbós de l'ombra d'un gran mussol. Aquesta cacera va provocar la seva decisió de substituir al seu cos amb la maquinària. També es revela que Clockwerk va salvar la vida de Sly en l'atac al seu pare per demostrar que el Clan Cooper no podria ser res sense el Latronius Mapachibus. En el primer joc de la sèrie, Clockwerk serveix com a cap final, així com un "tirar de cordes". El mussol maníac compleix la seva fi, i es deixa en trossos a la part superior d'un volcà actiu a Rússia on acaba el joc. Després es mostra en una escena que el cap de Clockwerk obre un dels seus ulls, a continuació es veu un Murray corrent i cridant del terror.
En Sly 2: Lladres de Guant Blanc, se centra en un nou conjunt de vilans: la Banda Klaww, va robar les peces de Clockwerk abans que Sly i la seva banda poguessin fer-ho. La Banda Klaww, és dirigida per Arpeggio, un ocell no volador que vol ficar-se al cos de Clockwerk per poder volar i ser immortal, però el veritable vilà del joc és Neyla Constable, que sembla l'aliat de Sly fins que els traeix en l'episodi 3. Neyla, en servei de la Banda Klaww i en connivència (com diu Bentley) amb Arpeggio, traeix la seva suposada parella i es fa càrrec del recentment muntat cos de Clockwerk. Després mata la seva ex mentor Arpeggio, aixafant, i comença un enrenou amb la inducció d'un tràngol. Sly i els seus amics intenten destruir Clock-la (el nou nom de Neyla) per després poder destruir el xip d'odi, la font de la immortalitat de Clockwerk que el va mantenir viu durant centenars d'anys. Alhora que pren el xip d'odi, Bentley és aixafat pel pic de Clock-la i es queda paralitzat de la cintura cap avall. Carmelita aixafa fàcilment el xip, per destruir per sempre el cos i, a continuació, els residus. En cap moment la detenció de Sly (que noblement pren mesures per protegir la seva banda). Però, com era d'esperar, Sly fa una audaç fuga, i surt del seu infame targeta de trucada darrere.
En Sly 3: Honor Entre Lladres, té lloc aproximadament un any després de Sly 2. En lloc de Clockwerk, Sly, té com a principal enemic al Dr M, un misteriós científic que tracta de reivindicar la càmera de la família Cooper, per si mateix. Sly guanya quatre aliats en aquest joc, alguns dels quals són coneguts - encara que no tan amigables - personatges d'anteriors jocs. Sly i els amics han d'utilitzar tots els lladres del seu poder a la seva disposició per obrir l'esquerda os rentador del naixement abans de l'infame Dr M. ho faci pel seu propi compte. El joc també permet explorar les profunditats de la immensa càmera. Immediatament després de Sly en l'explotació de la cambra de riquesa de la família, troba al Dr M. que serveix com l'últim cap. Després que Sly derrota el Dr M., Carmelita ve per arrestar el Dr M., aquest dona foc a un làser a Sly per després escapar. Sly, encara intacte, comença a presentar signes d'amnèsia quan Carmelita tracta de detenir. Aquesta, en comptes d'arrestar-li dona la nova "identitat" de Constable Cooper. El final inclou la divisió de colles; Murray té la furgoneta i es converteix en un conductor de carreres de furgonetes. Al costat de Carmelita, Sly segueix determinat en la seva identitat, i Bentley i Penélope s'enamoren entre si, i reforcen la càmera. El que demostra que l'amnèsia de Sly és falsa, és que després de la seqüència de crèdits, es veu Bentley espiar Sly des una teulada, mira com Sly dona referències quan Carmelita està d'esquena. Bentley fent l'observació: "Aquest dimoniet astut".
En els tres jocs, Sly i els seus amics són perseguits per la Inspectora Carmelita Fox, una detectiva de la Interpol. Encara que els dos són rivals, s'uneixen a vegades per derrotar enemics comuns (com Clockwerk i Clock-la). Carmelita és també l'interès amorós retratat de Sly (Sly besa de sobte en l'últim segon dels seus deu segons d'avantatge en el primer joc per pur escapar). Sly sol coquetejar amb Carmelita en les seves converses, però els seus comentaris són sovint sarcàstics. Aquesta enginyosa broma és típicament intercanviada entre els dos sempre que s'enfronten l'un a l'altre, i que dona pas a una ferotge competència entre Sly amb els seus reflexos i habilitats, i la Inspectora amb la seva pistola paralitzant
En Sly Cooper: Lladres en el Temps una discontinuïtat en l'espai i temps, per raons desconegudes, ha causat que històricament les pàgines del llibre de la família desapareguin. Sly i els seus amics hauran de viatjar en el temps per evitar la desaparició d'aquest mateix en el temps, tot i jugar amb el temps podria causar conseqüències greus. En el joc es podran utilitzar habilitats d'avantpassats a cada parada que donem en el temps, com ara utilitzar el vestit d'un avantpassat per desviar i protegir-se del foc o fer més lent el temps per prendre avantatge d'aquest.

## Curiositats
Col McGrath (personatge principal d'Infamous) amb poders o sense té gairebé totes les habilitats de Sly Cooper com ara: l'equilibri, l'habilitat per saltar, grimpar, esquivar i els coneixements de lluita cos a cos amb armes o sense. Es podria dir que Cole és la versió humana de Sly Cooper si parlem d'habilitats, a més que els dos practiquen parkour. Sly Cooper comparteix habilitats amb personatges d'altres jocs com ara: Altair i Ezio d'Assasin Creieu 1 i 2 i Drake d'Uncharted: Dake s fortune i Uncharted 2: Among Thivies
- Sly, Murray i Bentley, irònicament, no poden nedar. Això és realment estrany, ja que els 3 personatges són animals que naturalment tenen gran facilitat per nedar (sent un os rentador, una tortuga i un hipopòtam).
- Fins ara, tots els jocs de la saga han sortit al setembre, almenys a Amèrica i descartant a The Sly Collection

Encara que no hi ha avís oficial, s'ha donat a conèixer (i fins a confirmar) que podria haver un quart lliurament un cop Sucker Punch Production acabi amb el seu projecte actual, la saga inFAMOUS. Aquests rumors es deuen a cinc raons:
- Un dels continguts de l'edició especial d'Infamous 2 és l'arma de Sly. En aquest sentit, l'amplificador de Col és substituït pel bastó de Sly.
- En la part posterior de la maleta i en els pantalons de Col McGrath (personatge principal d'Infamous) apareix el signe que Sly Cooper sempre deixa com a senyal cada vegada que comet un robatori.
- En molts cartells d'Infamous apareixen en lletres petites noms de vídeo jocs, entre ells el nom de "Sly Cooper 4".
- Hi ha un trofeu de Platí a Sly 3 (Sly Collection) que es diu "Desbloqueja aquest trofeu per a un final revelador ... final, de veritat?" aclarint la possibilitat d'un altre joc.
- En el videojoc Sly Collection, després d'acabar els 3 jocs, hi ha un vídeo que revela un teaser petit, on apareix la silueta de Sly espiant a un guàrdia i després d'això apareix el logo de Sly 4, utilitzant l'arma principal com a signe d'interrogació en el lloc on aniria el subtítol del joc. Pel que sembla el joc ja està en desenvolupament i presenta gràfiques que superen per molt a les de Sly 3 en 1080p (Sly Collections). El joc sortiria, en el cas d'estar ja en desenvolupament, un any després que surti Infamous 2.